# Одесский округ
Одесский округ (укр. Одеська округа) — единица административного деления Украинской ССР, существовавшая с 7 марта 1923 по 15 сентября 1930 года. Административный центр — город Одесса.
Образован в 1923 году в составе Одесской губернии.
15 июня 1925 года губернии на Украине были упразднены и округ перешёл в прямое подчинение Украинской ССР.
Всего на 1 января 1926 года в УССР был 41 округ и 636 районов.
Округ упразднён в сентябре 1930, как и большинство округов СССР. Районы переданы в прямое подчинение Украинской ССР.
По данным переписи 1926 года численность населения составляла 860,8 тыс. чел. В том числе украинцы— 41,4 %; русские— 23,3 %; евреи — 19,8 %; немцы — 8,3 %; болгары — 2,3 %; молдаване — 1,9 %; поляки— 1,3 %.

## Административное деление
При образовании округа он был разделён на 17 районов: Анатольевский, Антоно-Кодинцевский, Беляевский, Березовский, Григориопольский, Гроссуловский, Демидовский, Дубоссарский, Захарьевский, Манхеймский, Овидиопольский, Одесский, Севериновский, Слободзейский, Тираспольский, Цебриковский и Яновский
В октябре 1924 года к новообразованной Молдавской АССР отошли Григориопольский, Дубоссарский, Слободзейский и Тираспольский районы. В то же время Одесскому округу отошёл Святотроицкий район (с частью Валегоцуловского района) из упразднённого Балтского округа и Исаевский район из Первомайского округа.
На 1 октября 1925 года в состав округа входило 15 районов, 399 сельсоветов. Площадь района — 12522 верст2, население — 760 748 чел. Население Одессы — 325 354 чел, площадь — 55 верст2.
- Анатольевский (с. Суворово)
- Антоно-Кодинцевский (с. Антоно-Кодинцово)
- Беляевский (с. Беляевка)
- Березовский (пгт Березовка)
- Гроссуловский (с. Гроссулово)
- Захарьевский (пгт Захарьевка)
- Исаевский район (с. Исаево)
- Мангеймский (с. Зальц)
- Овидиопольский (с. Овидиополь)
- Одесский (с. Одесса)
- Петроверовский (пгт Петроверовка)
- Севериновский (пгт Севериновка)
- Троицкий (с. Троицкое)
- Цебриковский (пгт Цебриково)
- Яновский (пгт Яновка)

По данным на 1926 год округ делился на 16 районов. В том же году был образован Грос-Либентальский немецкий национальный район. Исаевский район был переименован на Черновский.
28 апреля 1926 года Севериновский район Одесского округа был расформирован, на его территории был создан Больше-Буялыцкий район болгарский национальный район, а ряд сельских советов вошли в состав Яновского района.
В июне 1930 года в состав округа вошли Благодатновский, Врадиевский, Доманёвский, Кривоозёрский, Любашевский, Ольшанский, Первомайский и Савранский районы из упразднённого Первомайского округа